# Cuarta batalla del Isonzo

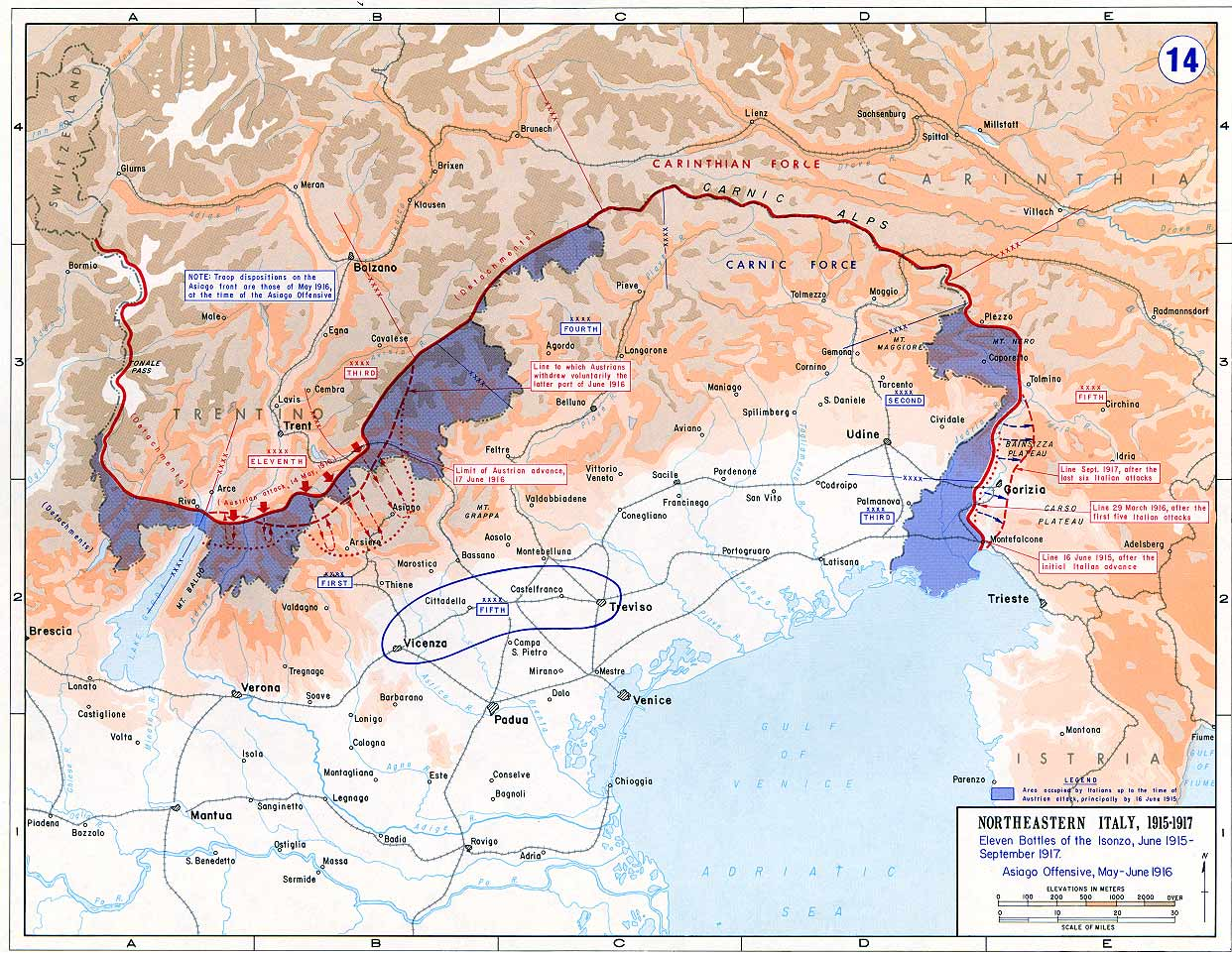
muestra el plan italiano y la batalla en el mundo

La cuarta batalla del Isonzo fue fundamentalmente una repetición de la tercera y se basó en el convencimiento del jefe del Estado Mayor italiano, el general Luigi Cadorna, que un último empuje quebraría las debilitadas líneas enemigas y permitiría conquistar la ciudad de Gorizia, objetivo de la batalla anterior.

## Plan italiano
Como en la batalla anterior, Cadorna esperaba que el 2.º Ejército pudiese rodear Gorizia desde el norte, desde la zona de Plava, mientras que el 3.º haría lo propio desde el sur, desde las cercanías del monte San Michele. El peso de la operación lo llevaría el 2.º Ejército; sus cuerpos IV y VII debían conquistar finalmente Tolmein y el II, Plava. Por su parte, el VI debía eliminar las defensas enemigas en Oslavia y Podgora para permitir al resto de unidades cruzar sin peligro el río Isonzo y entrar en Gorizia. Luego quedaban dos cuerpos con cuatro divisiones que debían servir de reserva para apoyar el embate de las unidades de primera línea.
El sur, el 3.er Ejército del duque de Aosta, con diez divisiones, tenía que apoderarse de la parte occidental de la meseta del Carso, en especial de la zona del monte San Michele.
La situación de los defensores austrohúngaros era peor que a mediados de octubre, cuando había empezado la batalla anterior, y las unidades habían sufrido un intenso desgaste, pero aún había nueve divisiones en el frente y una de reserva. Como había sucedido en la batalla anterior, los austrohúngaros estaban al tanto de las intenciones del enemigo de emprender una nueva ofensiva, puesto que los italianos no ocultaban sus preparativos.

## La batalla

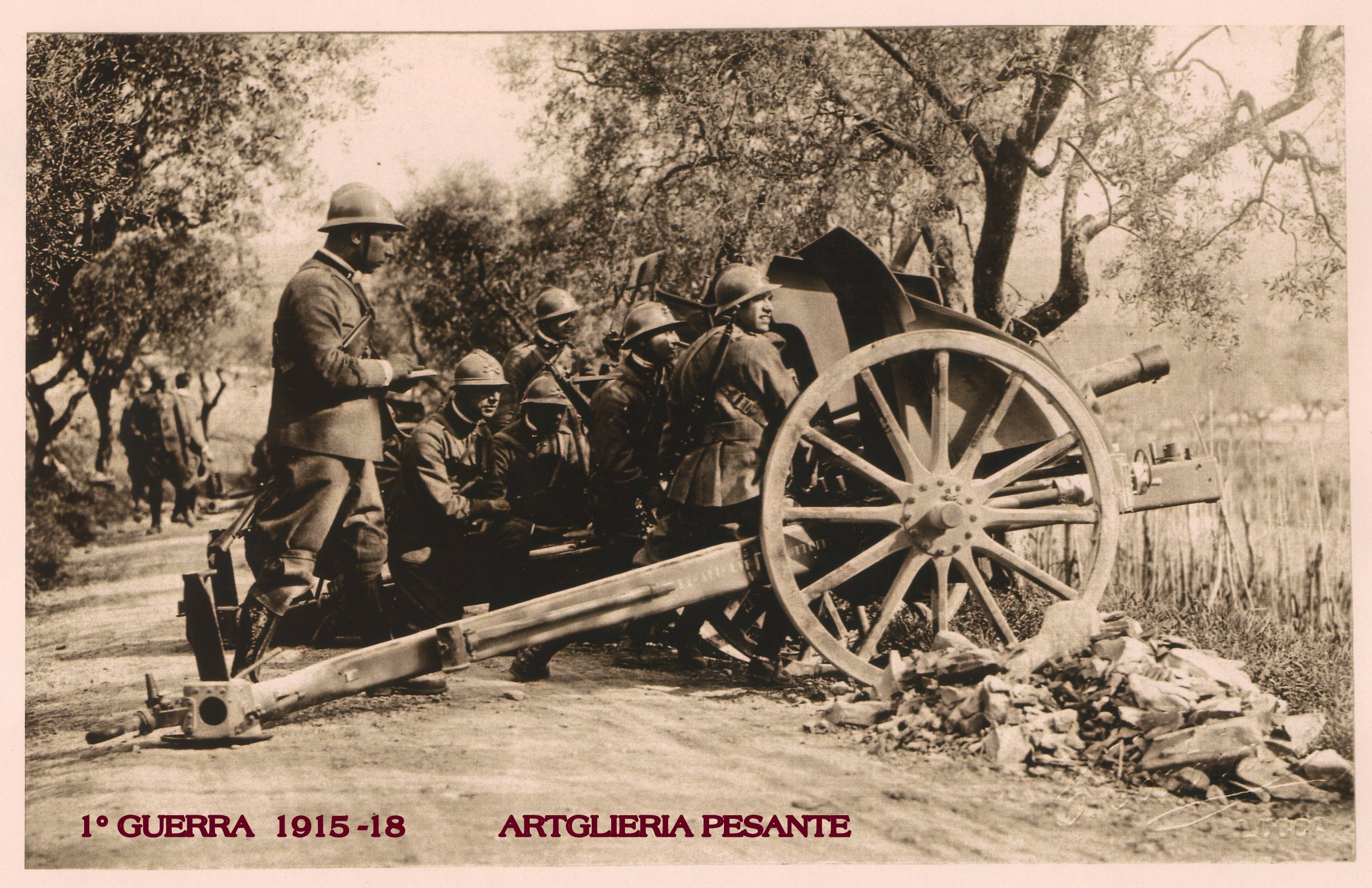
Artillería pesada Primera Guerra Mundial.

La nueva acometida italiana empezó al mediodía del 10 de noviembre con un intenso bombardeo de cuatro horas. Los asaltos de la infantería que siguieron fueron desbaratados como era habitual por las ametralladoras enemigas, salvo en el sur, donde los italianos conquistaron las ruinas del pueblo de Oslavia. El día 11 se renovó la cruenta lucha de las infanterías y los italianos perdieron el terreno ganado el día anterior. Los italianos recobraron Oslavia el día 12, y la perdieron el 13. El VI Cuerpo de Ejército italiano estaba atascado.
Más al norte, en la zona de Plava, la situación era parecida: la acometida italiana chocaba con las defensas austrohúngaras, sin lograr progresar.
En el sur, las diez divisiones del 3.er Ejército no pudieron arrebatar al enemigo el monte San Michele: las ametralladoras frustraban los asaltos de la infantería. Los intentos de tomar el monte se sucedieron entre el 10 y el 15 de noviembre, sin más resultado que numerosas bajas en los dos bandos por la cruenta lucha.
Confiando en abrumar al debilitado enemigo al que le escaseaban las reservas, Cadorna ordenó que se reanudasen los ataques el 17 de noviembre. La acometida comenzó la madrugada del 18, con un bombardeo de Gorizia que dejó cientos de civiles muertos y destruyó un cuarto de la ciudad. Siete de sus diez mil habitantes la abandonaron a continuación, lo que redujo la población de la ciudad a menos la décima parte de la que había tenido antes de la guerra. El bombardeo, esta vez del frente, se repitió al día siguiente. El ataque de la infantería empezó el día 20. El pequeño avance italiano fue efímero y el 22 las líneas volvieron a su posición inicial.
En el sur, en los alrededores del monte San Michele, la situación era la misma: los bombardeos y asaltos italianos no permitieron al 3.er Ejército hacerse con la posición. Las acometidas se sucedieron infructuosamente entre el 18 y el 25 de noviembre, diezmando a las divisiones atacantes.
La última fase de la batalla se libró en los Alpes Julianos, el sector norte del Isonzo, donde ya habían comenzado las nevadas. Como había sucedido más al sur, los asaltos de la infantería fueron desbaratados por el fuego de las ametralladoras austrohúngaras. Los combates duraron del 25 al 28 de noviembre, cuando el tiempo volvió a empeorar y obligó a abandonar las operaciones.
En el sector medio del frente el 2.º Ejército trató de avanzar el día 25, pero se estrelló una vez más con las defensas enemigas. Lo mismo sucedió al día siguiente. El 29, unos refuerzos italianos consiguieron por fin tomar algunas posiciones enemigas que casi alcanzar el Isonzo frente a Gorizia, pero no pudieron avanzar más antes de que en la zona comenzase el invierno.
Al sur del frente, el 3.er Ejército no consiguió avanzar: toda modesta conquista fue luego anulada por los contraataques enemigos. La batalla llegó a su fin el 1 de diciembre, si bien hubo algunas escaramuzas intrascendentes durante las dos semanas siguientes.

## Resultado
A cambio de las ruinas de Oslavia, algunas trincheras cerca de Podgora y parte de la ladera norte del monte San Michele, los italianos perdieron más de cuarenta mil hombres. Los austrohúngaros, por su parte, perdieron al menos 25 391 soldados entre el 10 de noviembre y el 1 de diciembre y otros 4700 en las escaramuzas de las dos semanas siguientes.